# Aarno Turpeinen
Aarno Turpeinen (Oulu, 21 maart 1971 – 8 juni 2022) was een profvoetballer uit Finland, die speelde als verdediger gedurende zijn carrière. Hij beëindigde zijn actieve loopbaan in 2004 bij de Finse club HJK Helsinki, waarmee hij driemaal de landstitel won.

## Interlandcarrière
Turpeinen kwam in totaal zestien keer (nul doelpunten) uit voor de nationale ploeg van Finland in de periode 1996-2002. Onder leiding van bondscoach Jukka Ikäläinen maakte hij zijn debuut op 16 maart 1996 in de vriendschappelijke uitwedstrijd tegen Koeweit (0-1) in Koeweit-Stad, net als Jonatan Johansson (TPS Turku) en Simo Valakari (FinnPa).
Hij overleed na een slepende ziekte op 51-jarige leeftijd.

## Erelijst
HJK Helsinki
- Veikkausliiga

1997, 2002, 2003
- Beker van Finland

1996, 1998, 2000, 2003